# PBH (motorfiets)
PBH is een historisch merk van motorfietsen.
De bedrijfsnaam was: PBH Engineering. 
Engels merk dat in 1978 een aantal 250 cc crossmotoren met Sachs-motorblok bouwde.